# Крайцери проект 1123
Крайцери проект 1123 (шифър „Кондор“, код на НАТО: Moskva class) са първият тип противолодъчни крайцери (ПКР) (до 1965 г. се класифицират като кораби за противолодъчна отбрана в далечната зона) във ВМФ на СССР. Предназначени са за издирване и унищожаване на стратегическите атомни подводни лодки на противника в отдалечените райони на Световния океан в състава на групи кораби и при активно взаимодействие с авиацията за ПЛО. Изначално са планирани и са построени два кораба – противолодъчните крайцери „Москва“ и „Ленинград“. По-късно, през 1967 г., е взето решение да се построи още един кораб – противолодъчният крайцер „Киев“, но вече по изменения проект 1123.3. Обаче, неговото залагане така и не се състои, независимо от готовите няколко дънни секции на корпуса. Корабите от проекта в течение на почти 30 години се намират в състава на флота, нееднократно излизат за бойна служба в Средиземно море и Атлантическия океан. Последващото концептуално развитие на този подкласа крайцери са противолодъчните крайцери от проекта 1143, по-късно прекласифицирани в тежки авионосни крайцери (ТАКР).

## Предназначение
Първоначално корабите от проекта са класифицирани като кораби за ПЛО в далечната зона, но през 1966 г., във връзка с прекласификацията на корабите на съветския ВМФ са преведени в подкласа на противолодъчните крайцери. Противолодъчните крайцери от проекта са предназначени за борба с атомните подводници със стратегическо предназначение и атомните подводни лодки на вероятния противник в далечините зони на противолодъчната отбрана в състава на корабните издирвателно-ударни групи и във взаимодействие с другите кораби и противолодъчната авиация на ВМФ. Пред конструкторите на проекта е поставена задачата да осигурят денонощно издирване на ПЛ с 4 вертолета на протежение цялото време на автономно плаване.

## История на създаването
Противолодъчните крайцери-вертолетоносачи от проекта 1123 „Кондор“ са разработени от Ленинградското ЦКБ-17 (днес Невско проектно-конструкторско бюро) под ръководството на главния конструктор А. С. Савичев, който през 1967 г. е сменен от неговия заместник А. В. Маринич. За главен наблюдаващ от страна на ВМФ е назначен капитан 2-ри ранг В. Ф. Федин.
На 31 декември 1958 г. с постановление на ЦК на КПСС и Съвета на Министрите на СССР е утвърден „План за проектно-конструкторска разработка на кораб-вертолетоносец за противолодъчна отбрана (ПЛО), проект 1123, за осигуряване на програмата по корабостроене за периода 1960 – 1965 г.“. Заданието за разработка на предескизен проект за кораб „за издирване и унищожаване на бързоходните атомни подводни лодки-ракетоносци в далечните зони в състава на групи кораби във взаимодействие с авиацията за ПЛО“ Главкома на ВМФ на СССР адмирала от флота на Съветския съюз С. Г. Горшков дава на Главното управление по корабостроене (ГУК) на ВМФ, на което са подчинени всички проектно-конструкторски бюра на ВМФ. В резултат на представените ескизни проекти е приета концепцията на ЦКБ-17, която се основава на разчетни изчисления за оптимални данни за далечината на засичане на подводните лодки от вертолетната ОХАС (5,5 км), далечина на радиовръзка с РХАБ (радиобуй 60 км), средна скорост при търсене на вертолета (24 възела) при осигуряване на денонощно издирване и брой на необходимите на борда вертолети (12 – 14 машини).
На 25 януари 1960 г. след дълги обсъждания и дискусии е утвърдено Тактико-техническото задание (ТТЗ) за разработката на ескизен проект за кораба, което предвижда стандартна водоизместимост до 9500 тона, скорост на пълния ход до 32 възела, наличието на до 14 вертолета Ка-25 с постоянно базиране на борда и собствено издирвателно-противолодъчно и отбранително въоръжение.
На 25 януари 1962 г. командването на ВМФ утвърждава техническия проект 1123, който предвижда водоизместимост до 10 600 тона, скорост на пълния ход до 29 възела, увеличена мореходност, позволяваща да се провеждат полети при вълнение на морето до 6 бала на 14 вертолета КА-25 или МИ-8 с постоянно базиране, ПЛРК „Вихрь“, два ЗРК със средна далечина „Шторм“, два ЗРК с малка далечина „Оса“, две сдвоени 57-мм универсални установки АК-725, реактивна бомбометна система с две РБУ-6000, два петтръбни торпедни апарата, нови перспективни средства за свръзка и екипаж с численост 415 души (без екипажите на вертолетите). Корабът е предназначен за унищожаване на атомните подводни лодки на противника, за осигуряване на противолодъчната отбрана на съединенията на корабите и придаване на бойна устойчивост на силите на ВМФ, действащи в отдалечените райони.

## Конструкция на корпуса
Корпусът на крайцерите е заварен, от стомана изпълнен по надлъжната система за набор с дължина на шпацията 500 мм и има ледови усилвания. Носовите обводи са изпълнени с праволинейна V-образна форма, а кърмовата част предвижда голям развал на бордовите шпангоути за осигуряване на необходимата площ на полетната палуба от 2200 м², най-защитена от заливане от вълните, и основен хангар под нея. Хангарът под полетната палуба има уникална конструкция и вътрешен обем около 12400 м³, при минимален брой на опорите и позволява да се разположат в него 12 вертолета КА-25ПЛ. Корабът има подкилно подемно-спускатено устройство (ПСУ) с антена за хидролокатор (ХАС) „Орион“ в носовата част и ПСУ с буксируемия ХАС „Вега“ на кърмата, а неговите корпусни конструкции по хоризонталната плоскост се разделят на горна и средна палуби, четири платформи, трюм и двойно дъно. Двойното дъно се простира по цялото протежение и преминава в двоен борд, а междудънното пространство се използва за съхранение на гориво и прясна вода.
Горната и средната палуби са непрекъснати по цялата дължина, като горната палуба има извивка в носовата част. Началната напречна метацентрична височина при вдигнат обтекател на ХАС „Орион“ за стандартната водоизместимост съставлява 0,87 м, за нормална – 1,73 м и за пълна – 2,2 м. Система за надводна и подводна бронева защита на кораба няма, и неговата защита се състои само от бордови коридори, гофрирани надлъжни и напречни прегради и дънните и бордови цистерни със специална конструкция, които са разположени така, че каквато и да е повреда по корпуса кораба да запази устойчивост. Всички главни и спомагателни механизми са монтирани вътре в корпуса на фундаменти и основи с използване на амортизация, което намалява шума вътре в отсеците и съществено намалява акустичните полета около кораба. Подводната част е покрита с шест слоя от етиноловата боя ЕКЖС-40 с предварително студено фосфатиране, която освен борбата с налепите способства за снижаване на електрическото поле на кораба. Принудителната вентилация, минималния брой илюминатори и наличието на коридори за преминаване към всички бойни постове без излизане на горната палуба осигуряват максималното покриване на изискванията за противоатомната (ПАЗ) и противохимичната (ПХЗ) защити. Бордовите рули на системата за успокояване на люлеенето и скуловите килове подобряват управляемостта и бойните възможности на кораба в щормови условия.
Жилищните помещения за (матросите и старшините) са разположени в кърмовата, средната и носовата части, където в кубриците с различна вместимост има триетажни стационарни койки. Личните вещи и военната форма на екипажа се съхраняват в сандъци – рундук. За хранене – за военнослужещите на срочна служба в кубриците има сгъваеми маси и скамейки, шкаф за посуда и съд с питейна вода. Офицерите и мичманите са разположени в каюти с различна вместимост в средната и носовата части на кораба и в надстройката. Всички каюти и кубрици са снабдени със система за принудителна вентилация на въздуха и са радиофицирани. Офицерите и свръхсрочнослужещите се хранят в каюткомпании, които са три на кораба – за БЧ-6 (Бойна част-6), офицерите и мичманите. За съхранение на запаса провизии, различното имущество за машинната, артилерийската, минната, шкиперската и другите части на кораба са предвидени специални килери, а също хладилник с температура до −18 °С. На крайцера са оборудвани бани, душове, перално помещение, гладилна, фризорски салон, библиотека, фотолаборатория, умивални и галюни. Медицинският блок включва лазарет, изолатор, операционна и амбулатория. Всички жилищни и служебни помещения, постове и погреби за боезапаса са оборудвани със система за принудителна вентилация и кондициониране на въздуха. Освен това, погребите за боеприпаси имат системи за оросяване и наводняване. Корабният запас от прясна вода може да се попълва с вода от две опреснителни установки. Многоетажната надстройка, съвместена с комина и кулоподобната пирамидална фокмачта от олекотени сплави, придава на кораба внушителен и ефектен вид.
Непотопимостта на кораба се осигурява от разделянето на корпуса до хангарната (средната) палуби от напречни водонепроницаеми прегради на 16 отсека:
- Носово ледово усилване, цистерна с мазут;
- Диферентна цистерна, верижна кутия;
- Цистерна с мазут, различни складове;
- Кренови цистерни във второто дъно, цистерна с мазут, килери;
- Носово отделение за помпите, постове;
- Цистерна с мазут, кофердами, погреб за ракетите за ЗРК „Шторм“;
- ПОУ на ХАС „Орион“, бордови цистерни с мазут;
- Цистерни с прясна вода, бордови кофердами, бордови цистерни с мазут, погреб за боезапаса за ЗРК „Шторм“ и бордовите хладилници;
- Цистерни с мазут във второто дъно, бордови цистерни с мазут и бордови кофердами, носово машинно-котелно отделение;
- Цистерна с мазут във второто дъно, носов енергоотсек, бордови цистерни с мазут и бордови кофердами, електростанция № 1;
- Цистерна с мазут във второто дъно, помещение за механизмите на рулите на успокоителите на люлеенето и бордовите рули на успокоителите на люлеенето, бордови цистерни с мазут и бордови кофердами, вентилаторна и боен пост и десен хладилник;
- Цистерна с мазут във второто дъно, агрегатна и два склада, бордови цистерни с мазут и бордови кофердами, вентилаторна и ПЕЖ;
- Цистерна с мазут във второто дъно, бордови цистерни с мазут и бордови кофердами, кърмово машинно-котелно отделение;
- Цистерни с прясна вода във второто дъно, кърмов енергоотсек, бордови цистерни с мазут и бордови кофердами, електростанция № 2;
- Бордови цистерни с мазут и отделение на кърмовите помпи, керосинохранилище и помещение за бутилките с азот, агрегатни и складове за БЧ-6;
- Цистерна с мазут във второто дъно, бортови цистерни с мазут и вода, бордови хладилник, вентилаторна, погреб на боезапаса за БЧ-6, помещение за рулевата машина, постове за БХАС „Вега“ и складове за БЧ-6 и РТС.

Крайцерът остава на вода при наводняване на три произволни съседни отсека, разделени от главните водонепроницаеми прегради или четирите носови отсека разположени в носа от 61,8 шпангоут.

## Корабни системи, устройства и спасителни средства
Противопожарната система включва станции за газофреоново гасене, водна противопожарна магистрала с разклонения, 8 пожарни помпи, ежектори, средства за пяногасене за ликвидация на локални огнища на пожар, а също и бързодействащо оросяване на погребите за боезапаса с помощта на системата за автоматично включване на средствата за пожарогасене „Карат“ и наводняване на онези от тях, които са разположени под водолинията.
Водоотливната система включва стационарните електропомпи тип НВЦ-630/15, които са разположени в носовия и кърмовия отсеци, преносимите водоотливни потопяеми помпи ЭСН-16/П и преносимите ежектори ВЭЖ-21. Всички водни системи на кораба могат да работят от автоматизираната система за управление „Ключ“, която осигурява автоматично или дистанционно управление на електроимпулсните клапани на водната защита, поемането и преточването на гориво, охлаждането на трансформаторите за ток и капаците на вентилацията.
Рулевото устройство се състои от рулева машина с електрохидравлично задвижване, която се управлява от един полубалансирен рул. Рулевата машина включва силова трансмисия, два основни силови агрегата и един резервен с аналогична мощност, дистанционна електрическа авторулева система за управление „Албатрос“, табла за управление и сигнализация (звукова, светлинна и алармена), пускова апаратура, индикатор за положението на руля, устройство за пълнене и осушаване на хидросистемата включена към корабната мрежа за трифазен променлив ток 50 Хц 380 В. Системата за управление има следните видове управление: „Автомат“, „Следящ“, „Пасивен“ („Неследящ“). Времето за прехвърляне на руля от 35° по единия борд до 30° на другия борд е не повече от 25 – 28 секунди.
Системата за успокояване на люлеенето УКА работи в автоматичен режим от апаратурата за управление „Руль-63“ и има крила (рули) със задкрилки, които могат да минат със скорост не повече от 15 секунди на максималния ъгъл. Контролът над работата е дистанционен от външен пост. Системата е предназначена за намаляване на амплитудата на бордовото люлеене на кораба при преден ход от 5 до 22 възела за ефективното използване на вертолетите и оръжията в щормови условия.
Системата за противоатомна и химична защити, осигурява пълна херметизация на помещенията при водене на бой в течение на три часа, използвайки системите за филтровентилация и оросяване на надстройките и палубите.
Котвеното устройство, осигуряващо ускорено сваляне от котва, без изход на личния състав на горната палуба включва две стационарни котви Хол, които при поход се крепят на стопори във вглъбени в корпуса клюзове за намаляване на пръскообразуването при голям ход на кораба. На бака са поставени два котвено-швартовни шпила с електрозадвижване за спускане и подем на двете котви и изпълнение на швартовите операции.
Спасителните средства на крайцера се състоят от командирски катер от проекта 1390 „Стриж“ (дължина 7,8 м и мощност на бензиновия мотор 55 к.с.), моторен спасителен катер от проекта 1394А (дължина 11 м и мощност 60 к.с.), два работни катера проект 1391 (дължина 8,5 м и мощност на дизела 40 к.с.), 2 шествестлови яла, 48 надуваеми 6-местни спасителни сала (ПСН-6) и спасателни пояси. Катерите са разположени побордно на горната палуба при втория ЗРК „Шторм“ и в кърмовата част на средната палуба на кораба.

## Представители на проекта
| Название    | Заводски номер | Заложен                         | Спуснат           | Вдигнат флага на ВМФ | Подписан приемния акт | Изключен           |
| ----------- | -------------- | ------------------------------- | ----------------- | -------------------- | --------------------- | ------------------ |
| „Москва“    | 701            | 15 декември 1962 г.             | 14 януари 1965 г. | 16 април 1967 г.     | 25 декември 1967 г.   | 7 ноември 1996 г.  |
| „Ленинград“ | 702            | 15 януари 1965 г.               | 31 юли 1966 г.    | 15 декември 1968 г.  | 22 април 1969 г.      | 5 декември 1992 г. |
| „Киев“      | 703            | 20 февруари 1968 г. (планирано) | —                 | —                    | —                     | —                  |